# 鄭尚進
鄭尚進（韓語：정상진；1918年5月5日—2013年6月15日），原朝鮮民主主義人民共和國政治家，蘇聯派。

## 人物
1918年他生於俄羅斯濱海省，原在海嵾威的朝鮮師範學校就讀，後來被蘇聯政府流配到中亞的集體農場。
在第二次世界大戰末期，加入蘇聯海軍太平洋艦隊陸戰隊，在蘇聯對日宣戰後於羅津、先鋒、清津登陸。在清津休息三日後隨太平洋艦隊到元山登陸。
1946年成為北朝鮮人民委員會教育部長，同年秋在元山發行詩集，後作為北朝鮮政府文化部次官，但受金日成逼害免職，亡命哈萨克苏维埃社会主义共和国，留在阿拉木圖直到去世。